# Гьон II Кастриоти
Гьон II Кастриоти (на албански: Gjon Kastrioti II, на италиански: Ioanne Castrioto, Giovanni Castrioto) е албански благородник от XV век.

## Живот
Гьон е единственият син на националния герой на Албания Скендербег и Доника Кастриоти. За кратко е владетел на Круя след смъртта на баща си, но скоро е принуден да напусне страната. Заминава за Италия, където е херцог на град Галатина (1485), граф на Солето, владетел на Монте Сант'Анджело и Сан Джовани Ротондо.
През 1495 г. кралят на Неапол Фердинандо I му дава титлата сеньор на Галяно дел Капо и Ория. Опитва се да се бори срещу османците. През юни 1481 г. подкрепя силите на Иван Църноевич за успешното отвоюване на Княжество Зета от османците.

## Семейство
Гьон II Кастриоти се жени за Ирина Бранкович, третата дъщеря на Лазар Бранкович, смедеревски деспот, и съпругата му Елена Палеологина. Имат няколко деца:
- Джорджо († 1540),
- Костантино Кастриота (1477 – 1500), епископ на Изерния
- Феранте († 1561), херцог на Галатина
- Мария († 1569)

Потомците на Гьон II Кастриоти, живеещи днес в Италия, са единствените потомци на византийския император Мануил II Палеолог, прадядо на Ирина Бранкович.